# Juan Carlos González
Juan Carlos González Ortiz (22 de agosto de 1924 — 15 de fevereiro de 2010) foi um futebolista uruguaio.

## Carreira
González, que atuou no Peñarol, foi campeão com a seleção uruguaia na Copa do Mundo de 1950.

## Títulos
- Copa do Mundo de 1950